# Абдуллатіф Філалі
Абдуллатіф Філалі або Абделлатіф Філалі (26 січня 1928, Фес, Марокко — 20 березня 2009, Париж, Франція) — марокканський політик, прем'єр-міністр Марокко в 1994—1998 роках.

## Життєпис
Народився 26 січня 1928 року в місті Фес. Закінчив Університет Париж I Пантеон-Сорбонна. Був міністром закордонних справ Марокко (1985—2000), був Прем'єр-міністром Марокко (25 травня 1994 — 4 лютого 1998).
Обіймав багато дипломатичні посади, серед яких Тимчасовий повірений у справах Марокко при Організації Об'єднаних Націй з 1958 по 1959, потім директор королівського офісу (1959—1960), і повірений в справах Марокко у Франції з 1961 по 1962.
Був послом Марокко в Бенілюксі з 1962 по 1963, в Китаї в 1965—1967 і в Алжирі з 1967 Послом Марокко в Іспанії був в два рази, в 1970 і в 1974.
Представник Марокко в Організації Об'єднаних Націй в 1978, він був призначений в квітні 1980, а потім послом Марокко в Лондоні 1 березня 1981, також був обраний постійним секретарем Академії Королівства Марокко, посаду якого він обіймав до квітня 1982.
Помер через проблеми з серцем 20 березня 2009 року в лікарні «Антуан-Беклер» в паризькому передмісті Кламар Франція, на 82 році життя.

## Сім'я
- Син — Фуада Філалі (Fouad Filali), колишнього чоловік Лалли Меріем (Lalla Meryem), дочки колишнього короля Хасана II і старшої сестри короля Могамед VI.